# KTM 790 Adventure
Die KTM 790 Adventure ist ein Motorrad vom Typ Reiseenduro des österreichischen Fahrzeugherstellers Pierer Mobility.
Aufgrund ihrer Leistung, ihres Preises sowie der Stellung innerhalb der Produktpalette von KTM fällt sie in die Kategorie der Mittelklasse. Ein Prototyp der 790 Adventure wurde erstmals 2017 auf der EICMA der Öffentlichkeit präsentiert. Auf der EICMA 2018 stellte der Hersteller das fertige Motorrad in zwei Varianten vor. Die Markteinführung war im Jahr 2019. Nach nur zwei Jahren wurde die 790 Adventure 2021 durch die 890 Adventure abgelöst.

## Motor
Die 790 Adventure wird von einem wassergekühlten Reihen-Zweizylinder-Viertaktmotor des Typs LC8c mit 799 cm³ Hubraum (Bohrung 88,0 mm, Hub 65,7 mm) angetrieben. Einen ähnlichen Motor hatte bereits die KTM 790 DUKE. Der Motor der 790 Adventure hat eine geringere Höchstleistung, aber ein höheres maximales Drehmoment, wodurch er den Ansprüchen einer Reiseenduro besser gerecht wird.

## Modellvarianten
Ab 2019 war die 790 Adventure in der Basisvariante 790 Adventure, häufig auch als S bezeichnet, und der mehr auf Fahren im Gelände ausgelegten 790 Adventure R erhältlich. Als drittes Modell wurde 2020 das auf 500 Stück limitierte Sondermodell 790 Adventure R Rally der 790 Adventure-Familie hinzugefügt.
| Variante              | 790 Adventure                                                                                       | 790 Adventure R                                                   | 790 Adventure R Rally                                                 |
| --------------------- | --------------------------------------------------------------------------------------------------- | ----------------------------------------------------------------- | --------------------------------------------------------------------- |
| Positionierung        | Offroadtaugliches Langstreckenmotorrad                                                              | Langstreckentaugliches Offroadmotorrad                            | Langstreckentaugliches Rallyemotorrad                                 |
| Farben und Anbauteile | Orange oder Weiß, Frontkotflügel auf dem Vorderrad                                                  | Kombination Orange-Weiß-Schwarz, Schmutzfänger im Enduro-Stil     | Weiß-Blau, Schmutzfänger im Enduro-Stil, KfK-Tankschutz               |
| Windschild            | transparent, hoch                                                                                   | getönt, niedrig                                                   | getönt, niedrig                                                       |
| Federung              | Gabel in Split-Bauweise, APEX-Federbein mit einstellbarer Vorspannung, 200 mm Federweg vorne/hinten | Voll einstellbare WP XPLOR Federung, 240 mm Federweg vorne/hinten | Voll einstellbare WP XPLOR Pro Federung, 270 mm Federweg vorne/hinten |
| Fahrwerk              | Radstand 1509 mm, Steuerkopfwinkel 64,1°                                                            | Radstand 1528 mm, Steuerkopfwinkel 63,7°                          | Radstand 1535 mm, Steuerkopfwinkel 63,8°                              |
| Sitzbank              | Zweiteilige Sitzbank, höhenverstellbar 830/850 mm                                                   | Einteilige Sitzbank, Sitzhöhe 880 mm                              | Einteilige Sitzbank, Sitzhöhe 910 mm                                  |
| Elektronik            | Rallye-Modus, Quickshifter+ und Tempomat auf Wunsch                                                 | Rallye-Modus serienmäßig, Quickshifter+ und Tempomat auf Wunsch   | Rallye-Modus, Quickshifter+ und Tempomat serienmäßig                  |
| Räder und Reifen      | Serienbereifung Avon Trailrider, schlauchlos                                                        | Serienbereifung Metzeler Karoo 3, schlauchlos                     | Serienbereifung Metzeler Karoo 3, schmalere Felgen, mit Schläuchen    |

## Rückrufaktionen
Wegen Problemen mit der Bremsanlage mussten zweimal Motorräder zu Reparaturen zurückgerufen werden. 2020 wurden weltweit etwa 15.000 Maschinen, die 2019 gebaut worden waren, wegen möglicher Materialabweichungen der Bremsleitung zurückgerufen. Bei einer weiteren Rückrufaktion wurden 2021 weltweit etwa 21.000 Maschinen zurückgerufen, da teilweise die Vorspannkraft der Rückstellfeder an der Vorderradbremse außerhalb des Toleranzbereiches liegen konnte und dadurch zu einer Funktionsbeeinträchtigung hätte führen können.